# Chiesa dei Santi Vittore e Corona (Grazzano Badoglio)
La chiesa dei Santi Vittore e Corona è la parrocchiale di Grazzano Badoglio, in provincia di Asti e diocesi di Casale Monferrato; fa parte della zona pastorale della Madonna di Crea.

## Storia
Si dice che l'abbazia di Grazzano sia stata fondata nel 912 dal conte Guglielmo di Monferrato, ma è più probabile che a farlo sia stato suo figlio Aleramo del Monferrato, verso il 960; il monastero e la chiesa, assegnate all'arcidiocesi  di Torino, erano dedicate inizialmente a Dio Salvatore, alla Vergine e ai santi Pietro e Cristina.
In un documento del 1027 si legge che la chiesa era intitolata a Dio Salvatore e ai Santi Vittore e Corona, in uno del 1156 solo ai santi Vittore e Corona.

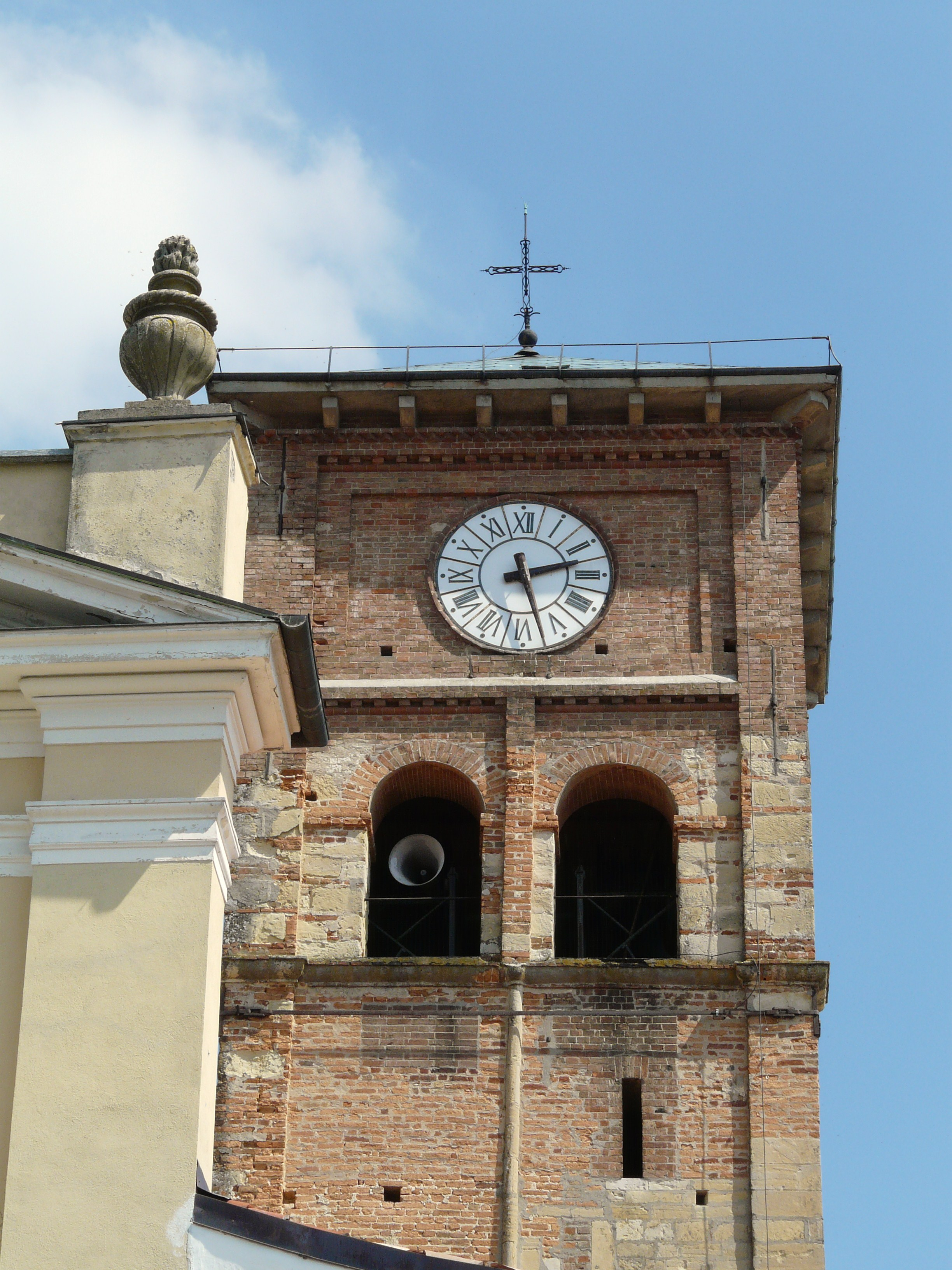
Il campanile

Nel 1408 il monastero abbracciò la riforma di Santa Giustina e divenne immediatamente soggetto alla Santa Sede, per poi passare dapprima all'arcidiocesi di Vercelli e nel 1474 alla diocesi di Casale Monferrato; all'inizio del Cinquecento i benedettini vennero allontanati e il monastero divenne un'abbazia con a capo un abate commendatario a cui era concesso il titolo di conte di Grazzano.
Nel 1566 la chiesa divenne parrocchiale e fu riedificata nel decennio successivo, per poi venir consacrata nel 1580 dal vescovo Alessandro Andreasi.
Nel 1802, con la soppressione del titolo abbaziale, la chiesa passò sotto il diretto controllo del vescovo di Casale Monferrato; sempre nel XIX secolo fu realizzata la nuova facciata.
Nel 1907 crollò una parte del campanile, il quale nel 1910 venne ripristinato e sopraelevato su progetto di Crescentino Castelli; negli anni '30 la chiesa fu restaurata dall'ingegner Vittorio Tornielli grazie al finanziamento del maresciallo Pietro Badoglio.
Nel 1998 una folgore danneggiò il tiburio, che dovette essere rifatto l'anno successivo.

## Descrizione
La facciata, caratterizzata da un oculo in cui vi è un busto in terracotta raffigurante Gesù Cristo realizzato da Agostino Redoglia, è tripartita da quattro lesene che poggiano su dei basamenti e che sorreggono il timpano.

Opere di pregio conservate all'interno, che è ad un'unica navata con sei cappelle laterali, sono l'altare maggiore, impreziosito da quattro busti dei Dottori della Chiesa e da un Crocifisso del 1870, gli stalli del coro in legno di noce, realizzati nel 1591 e provenienti dalla chiesa della Santa Croce di Casale Monferrato, ove rimasero sino al XVIII secolo, la pala della Morte di San Francesco Saverio, eseguita da Andrea Pozzo tra il 1675 e il 1676, due dipinti parietali del 1939 di Isotta e Fausto Manzoni ritraenti Mosè che fa scaturire l'acqua dalla roccia, e Gesù che parla alle folle, gli affreschi del soffitto raffiguranti Aleramo a cavallo, San Vittore davanti ai giudici e Santa Corona condotta al martirio, la statua di Santa Teresa del Bambin Gesù, l'apparato di stucchi seicentesco della Madonna del Rosario, la pala dell'Incoronazione della Vergine, risalente al XVII secolo, dei frammenti di un mosaico del XII secolo, la tela del 1646 probabilmente di fattura romana avente come soggetto la Vergine venerata dai Santi Vittore e Corona, la pala con la Madonna col Bambino e i Santi Vittore e Corona, opera forse di Guglielmo Caccia, la statua della Vergine Addolorata, la pala ritraente la Beata Vergine Immacolata, dipinta da Guglielmo Caccia tra il 1610 e il 1615 e restaurata nel 2017, l'organo, costruito da Luigi Lingiardi nel 1860 e restaurato nel 1935, nel 1969 e nel 1993, e la raffigurazione della Madonna del Rosario, realizzata da Pietro Solari tra il 1720 e il 1730.